# Ypthima minimus
Ypthima minimus är en fjärilsart som beskrevs av Martin 1929. Ypthima minimus ingår i släktet Ypthima och familjen praktfjärilar. Inga underarter finns listade i Catalogue of Life.